# Castelo de Baikie
O Castelo de Baikie foi um castelo nas margens do antigo Loch of Baikie, Angus, Escócia. O castelo foi propriedade da família Fenton do século XIII ao século XV, altura em que passou para a família Lyon de Glamis. O castelo estava cercado por um fosso, com uma ponte levadiça e uma passagem de pedra que dava acesso ao castelo. Nenhum vestígio evidente sobrava do castelo já no século XIX.